# Lempäälä
Lempäälä é uma municipalidade no sudeste da Finlândia com 19.355 habitantes (2008). Localiza-se no sul da cidade de Tampere, cobrindo uma área de 306,92 km² dos quais 37,48 km² é água. A densidade populacional é de 71,8 habitantes por km².